# キング・ジョージ5世 (戦艦)
キング・ジョージ5世 ('英語: HMS King George V)（～ザ・フィフス） は、イギリス海軍が第二次世界大戦で運用した戦艦。キング・ジョージ5世級戦艦のネームシップ。ニューカッスル・アポン・タインに所在したヴィッカース・アームストロングのウォーカー造船所で建造された。「キング・ジョージ5世」の名を冠する艦としては2代目である。

## 艦名の由来
本艦の計画時には国王ジョージ6世が即位しており、「国王の即位後に起工される最初の戦艦には、国王の名称を付ける」という慣例にもとづけば、本来はキング・ジョージ6世と命名されるはずであった。しかし新国王の希望によりその父王の名前が冠された。

## 艦歴
ワシントン海軍軍縮条約明け直後の1937年1月1日に、ニューカッスルのヴィッカース社ウォーカー造船所で起工。1939年2月21日進水。第二次世界大戦勃発後の1940年12月11日竣工。イギリス本国艦隊の旗艦となった。
1941年初頭、駐米イギリス大使として第3代ハリファックス子爵エドワード・ウッド（のち初代ハリファックス伯爵）が任命される。1月15日、「キング・ジョージ5世」は新任のハリファックス駐米大使をのせてスカパ・フローを出撃した。大西洋を横断して1月24日にアメリカ合衆国東海岸のチェサピーク湾に到着する。ルーズベルト大統領は、大統領専用ヨット「ポトマック」で「キング・ジョージ5世」を出迎えた。
このとき「英米海軍間でキング・ジョージ5世級戦艦5隻とアメリカ製軽巡洋艦や駆逐艦多数を交換する動きがある」との報道があったが、合衆国指導者（ルーズベルト大統領、ハル国務長官、スターク作戦部長）は否定した。

1月下旬、大西洋を東進してイギリス本国に戻る。この頃、ドイツ海軍は重巡洋艦やシャルンホルスト級戦艦によるシーレーン破壊作戦を展開しており、本艦もドイツ艦の捜索に投入された（ベルリン作戦）。

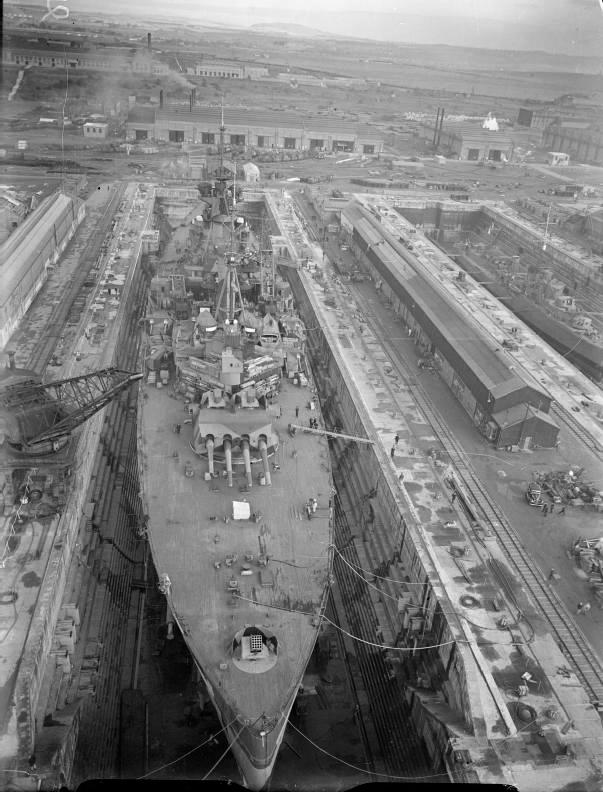
1940年10月16日撮影。スコットランド・ロサイス海軍工廠（英語版）の乾ドックに入渠中のキング・ジョージ5世。公試運転に備えて入渠している[10]。
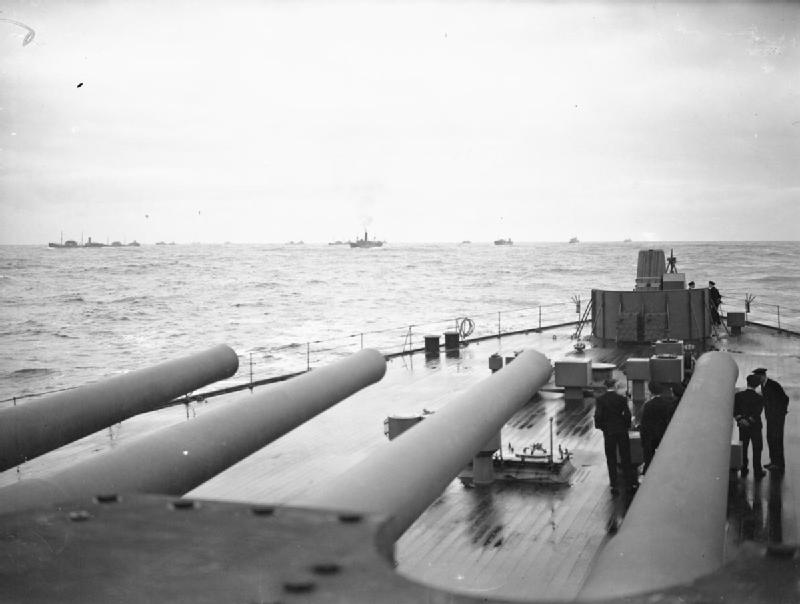
1941年1月、ハリファックス卿一行を乗せアメリカ合衆国に向かうキング・ジョージ5世の後部甲板を捉えた一枚。
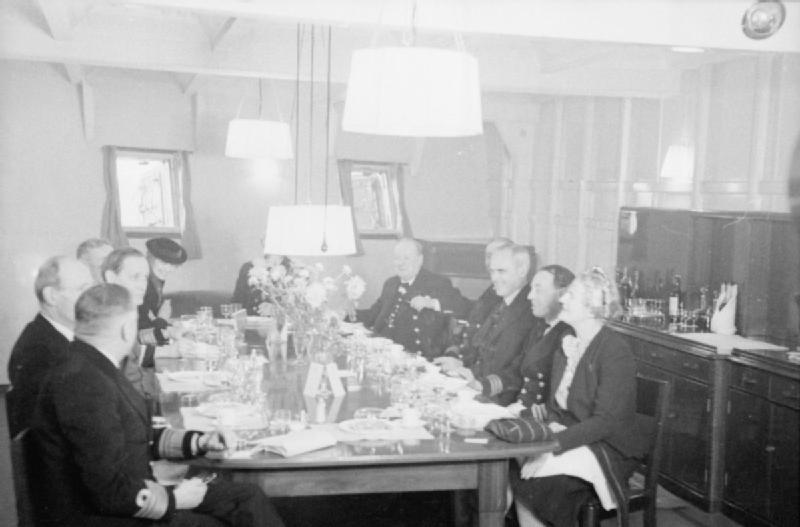
駐米大使の任に出発するハリファックス卿のため、キング・ジョージ5世の艦内で昼食会が開かれた。

### ビスマルク追撃戦に参加

ビスマルク沈没までの航跡 (1941年5月)

1941年5月中旬、ドイツ海軍はライン演習作戦を発動し、ギュンター・リュッチェンス提督が率いる戦艦「ビスマルク」と重巡「プリンツ・オイゲン」が北大西洋に出撃した。本国艦隊司令長官ジョン・トーヴィー提督は直率部隊（キング・ジョージ5世、ヴィクトリアス、レパルス、巡洋艦、駆逐艦部隊）を率いてイギリス本土を出撃する。
デンマーク海峡海戦や、その後の追跡戦により他艦が分離したあとも、「キング・ジョージ5世」（トーヴィー提督旗艦）はドイツ戦艦を追跡する。H部隊のソードフィッシュ艦上攻撃機の魚雷攻撃により「ビスマルク」は舵を破壊され、行動の自由を失う。5月27日、「キング・ジョージ5世」、戦艦「ロドニー」、重巡「ノーフォーク」と姉妹艦「ドーセットシャー」、および麾下駆逐艦部隊は「ビスマルク」を包囲し、撃沈した。
「ビスマルク」は沈没したが、その姉妹艦「ティルピッツ」と配下のポケット戦艦やアドミラル・ヒッパー級重巡洋艦は、北極海を航行してソビエト連邦に向かう連合国輸送船団の脅威であった。イギリス海軍は「ティルピッツ」対策として、キング・ジョージ5世級戦艦を本国艦隊に温存した。
1942年になると、本艦や姉妹艦「デューク・オブ・ヨーク」は、僚艦と共にPQ12船団、PQ13船団、PQ14船団の護衛をおこなう。
4月上旬、スコットランドのスカパ・フローにアメリカ海軍の大西洋艦隊から抽出された任務部隊が到着した。
戦艦「ワシントン」の砲術士官たちは、本国艦隊旗艦「キング・ジョージ5世」の主砲を見て「この砲でビスマルクを粉砕したのか」と感動したという。その後、アメリカ艦隊と本国艦隊は近海で訓練を実施した。

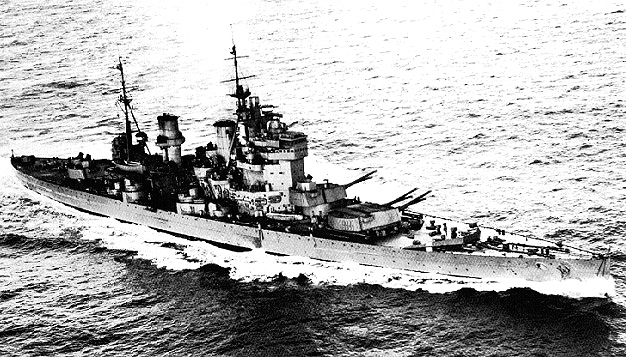
1941年10月28日撮影[23]。主砲と284型レーダーがともに左舷を指向している。
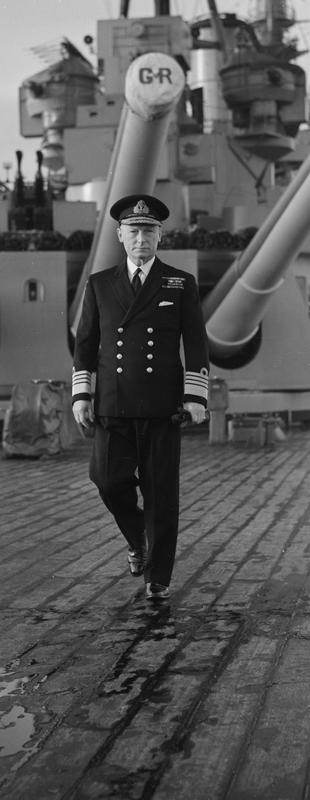
旗艦キング・ジョージ5世艦上のジョン・トーヴィー本国艦隊司令長官。

### 駆逐艦パンジャビとの追突
4月28日、QP11船団（帰路。ムルマンスク発、イギリス行き）とPQ15船団（往路。アイスランド発、ムルマンスク行き）の遠隔支援部隊（戦艦「キング・ジョージ5世」、「ワシントン」、空母「ヴィクトリアス」、米重巡2隻、軽巡「ケニア」、米駆逐艦4隻、英駆逐艦5隻）は、スカパ・フローを出撃した。
5月1日、濃霧と浮遊機雷のため、艦隊の速力は17ノットに落ちていた。午後3時45分、旗艦「キング・ジョージ5世」は「駆逐艦は大型艦に近づいて両側に縦列を作れ」と命令したが、このとき駆逐艦「マーン」が機雷を発見して針路を変更し、後続の駆逐艦もそれに倣う。

その際に、駆逐艦「パンジャビ」に「キング・ジョージ5世」が速力25ノットで追突した。35,000トンの戦艦がわずか2,500トンの駆逐艦に追突したかたちであり、「パンジャビ」は船体を真っ二つにして沈没した。このとき、即応用に積まれていた「パンジャビ」の機雷が調停深度に達して爆発し、海面をただよう乗員を傷付け、さらに「キング・ジョージ5世」の艦首水線部に損傷を与えた。深手を負った「キング・ジョージ5世」は駆逐艦2隻に護衛されてアイスランドに向かい、応急修理をおこなう。さらにイギリス本国に戻ってドッグ入りした。

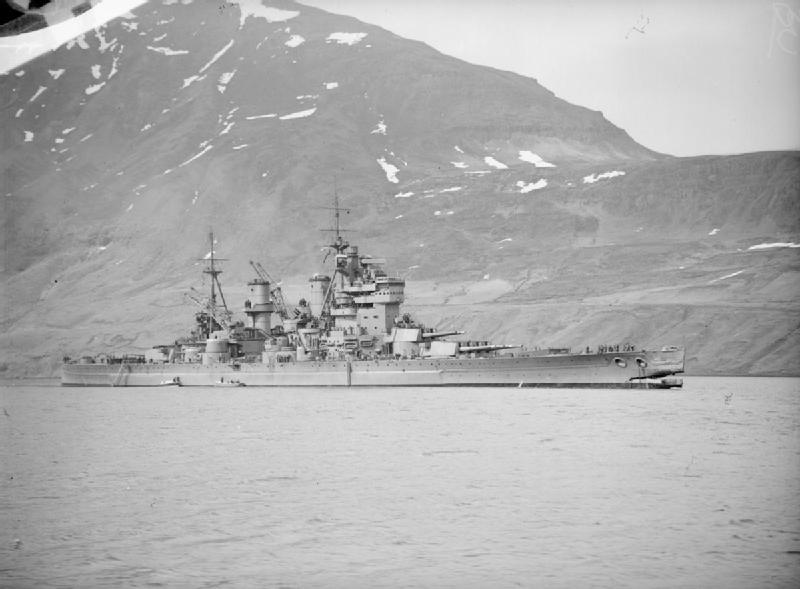
パンジャビ追突事件直後のキング・ジョージ5世。艦首が欠損していることが判る。撮影場所は、帰投先のアイスランド・セイジスフィヨルド[29]。
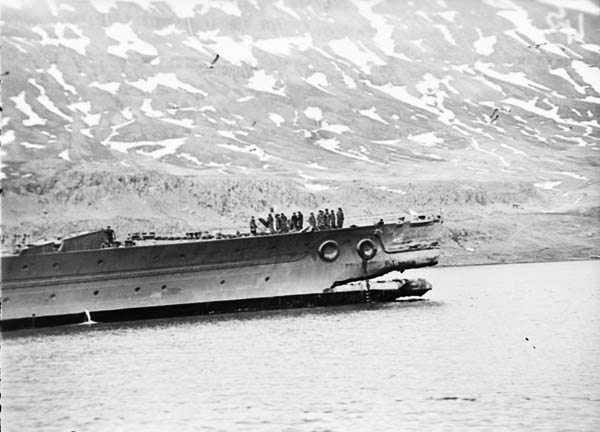
艦首のクローズアップ。水線部を約15メートルほど欠損した[29]。
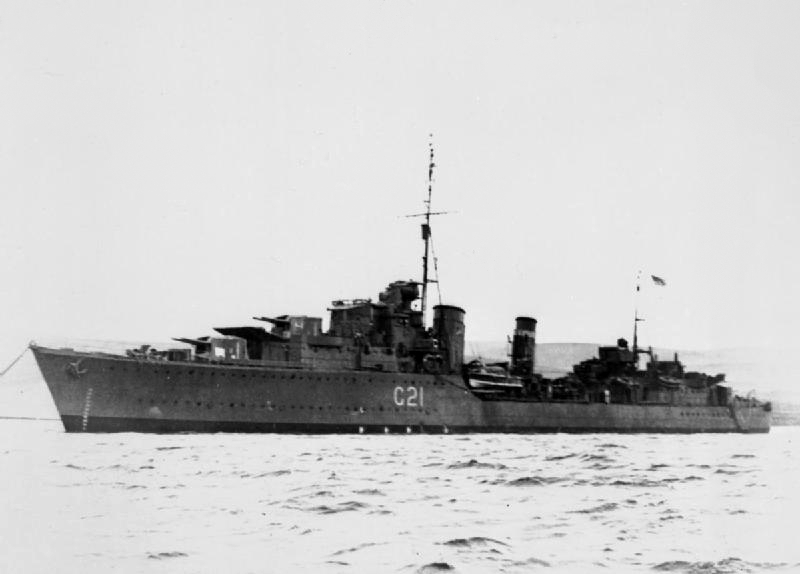
トライバル級駆逐艦パンジャビ（HMS Panjabi, F21）。キング・ジョージ5世に追突され、船体を真っ二つにして沈没した。

### 大戦後期から解体まで

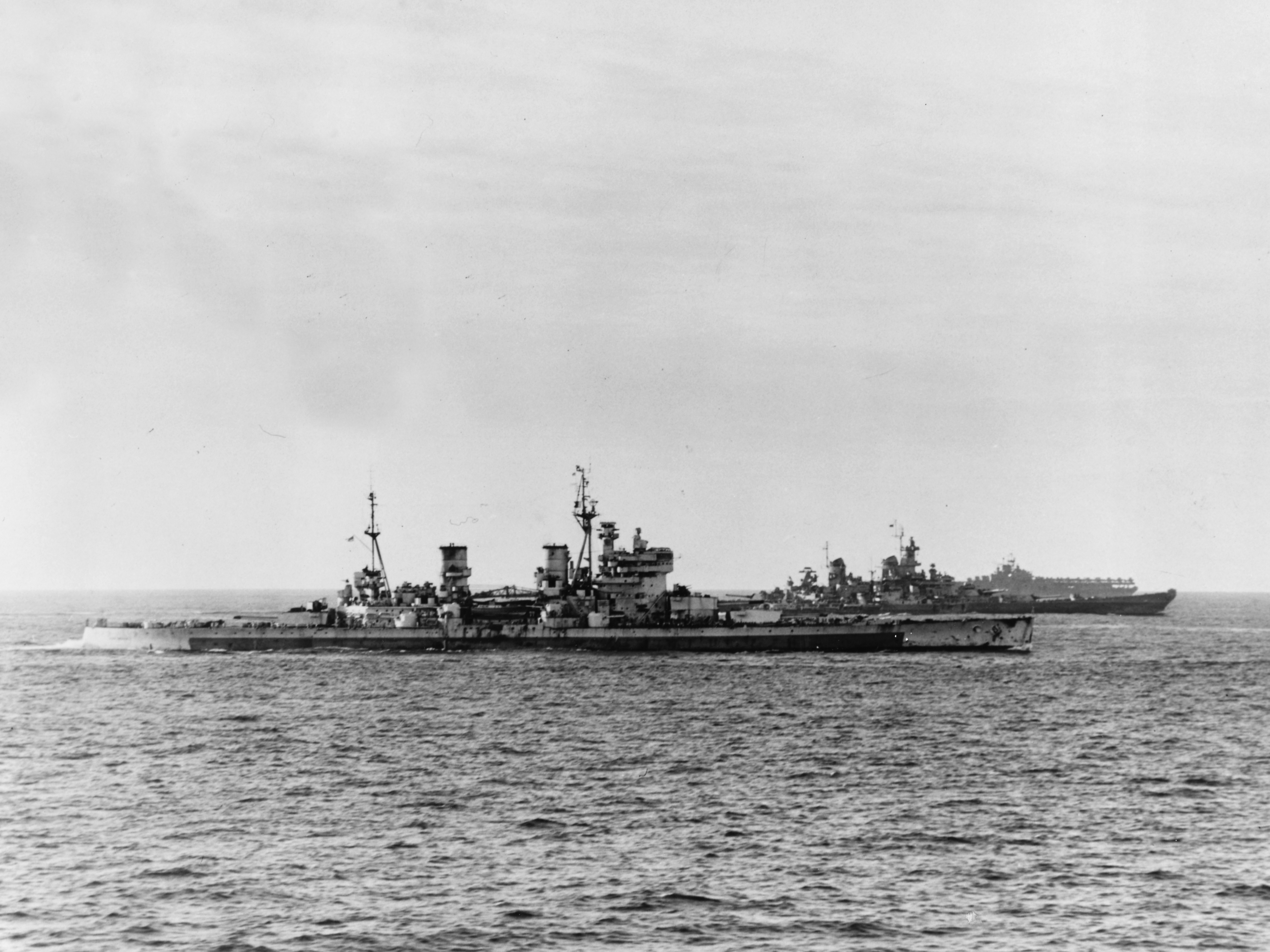
太平洋上を米艦隊とともに進むキング・ジョージ5世（1945年8月16日撮影）
KGV後方に米戦艦ミズーリとエセックス級米空母が写る。

1943年、シチリア島上陸作戦（ハスキー作戦）に参加する。
1944年11月下旬にイギリス太平洋艦隊 (British Pacific Fleet) が新編されると、本艦を含むキング・ジョージ5世級戦艦は第1戦闘戦隊 (1st Battle Squadron) に所属して英太平洋艦隊に配属される。イラストリアス級航空母艦で編成された第一空母戦隊と行動を共にした。沖縄戦では第5艦隊 (U.S. Fifth Fleet) の隷下にあって、第57任務部隊と呼称した（沖縄戦、連合軍海上部隊戦闘序列）。日本の降伏（1945年）まで太平洋で活躍した。
1945年7月18日、日立市および勝田町（現ひたちなか市）の日立製作所・日立兵器株式会社の工場に対し艦砲射撃を行った。7月29日 - 30日、浜松の日本楽器（ヤマハ）の工場を砲撃した。
大戦終了後は練習戦艦として運用され、1949年に予備役に編入された。

1957年4月に除籍され、翌年にスクラップにされた。

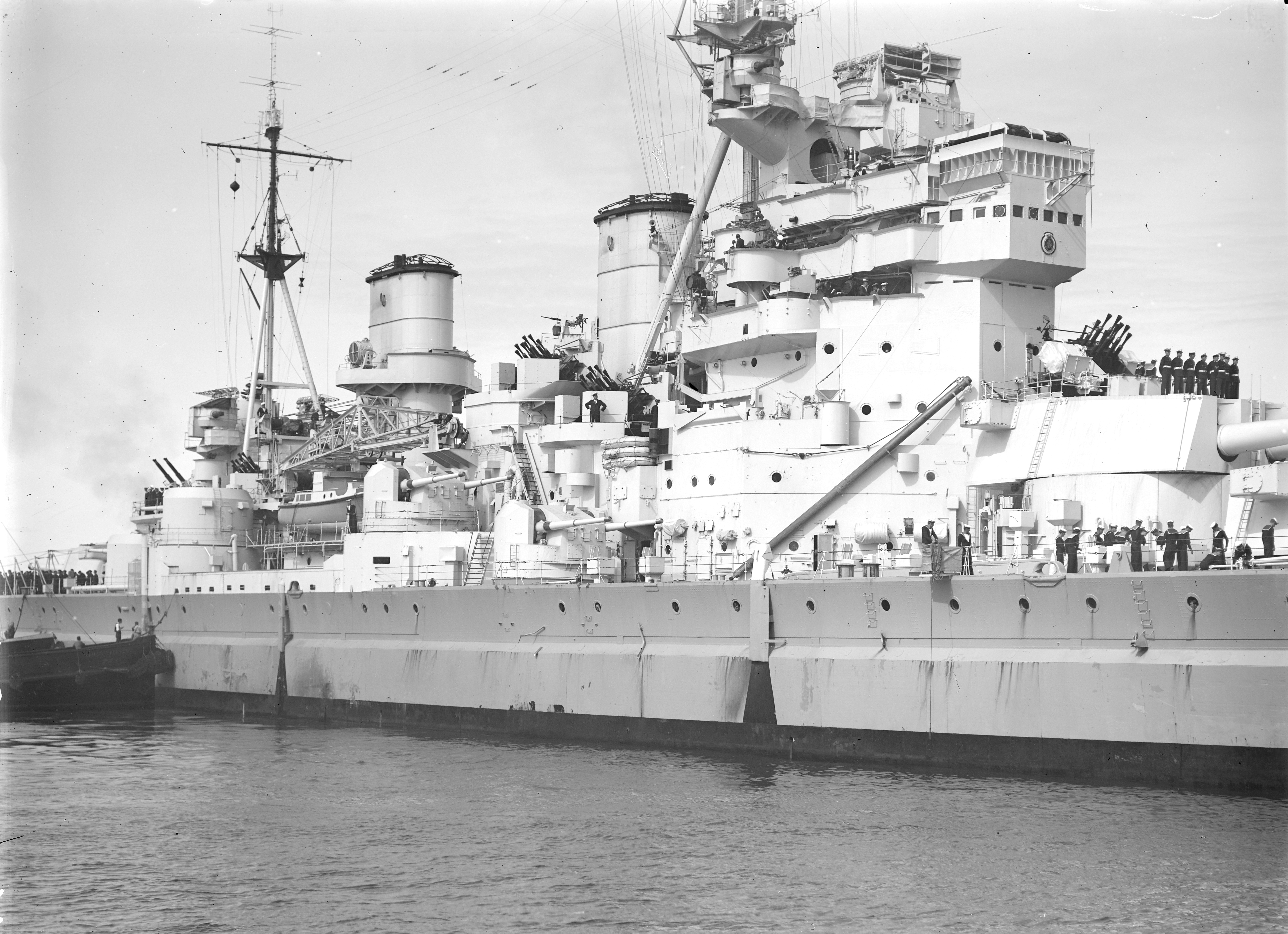
メルボルンに入港した際の一枚（1945年10月29日[33]）
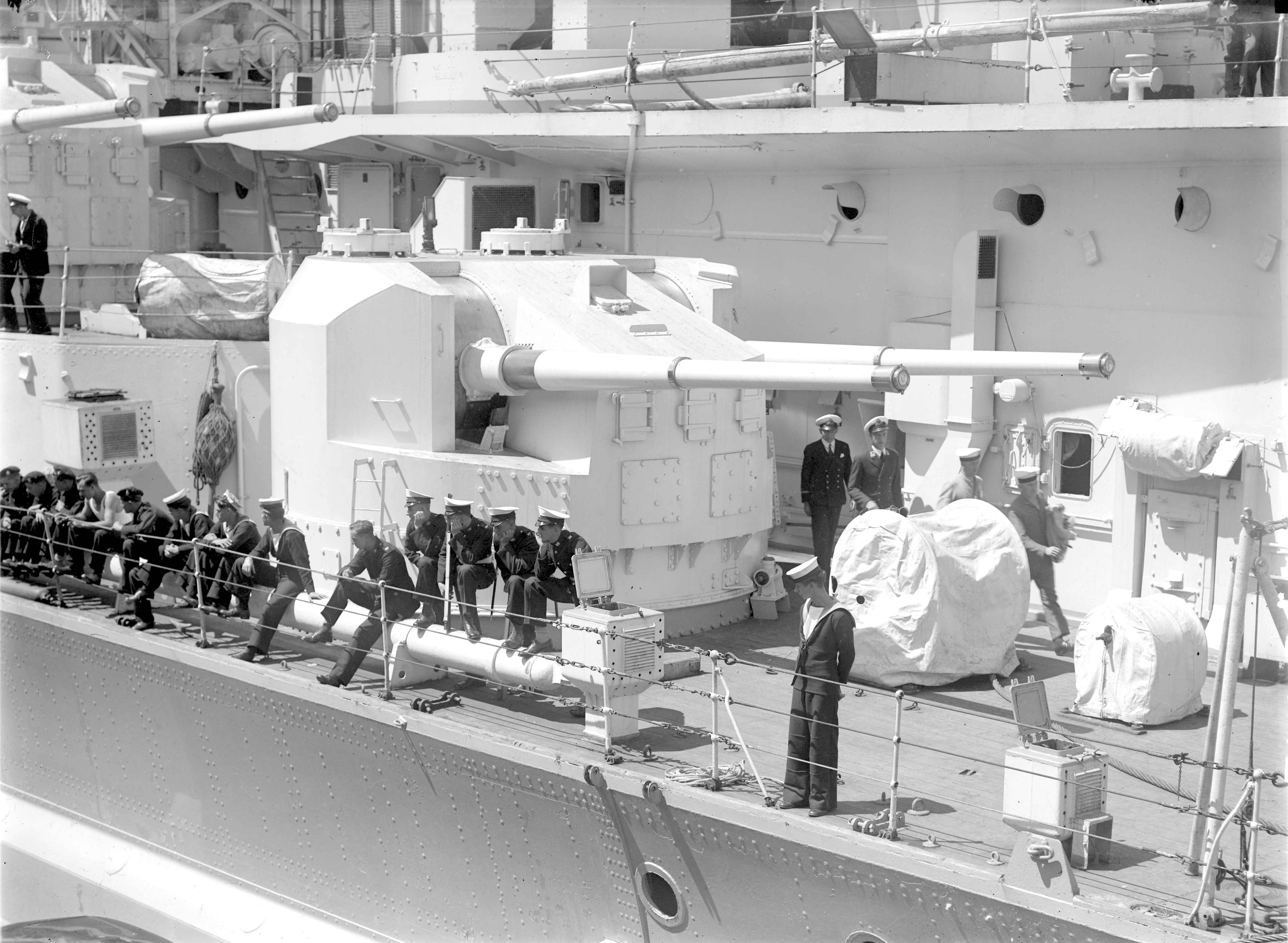
左写真と同じタイミングの写真。13.3cm両用砲の脇で、大戦を終えた乗員が安堵の表情を浮かべている[34]。

## 主な活動
- ビスマルク撃沈（ライン演習作戦）（1941年）
- 第二次世界大戦の輸送船団を巡る戦い（大西洋船団護衛）
- 北極船団護衛（1941年–1943年）
- 南イタリア上陸
- 沖縄戦
- 日本本土上陸予備作戦

など

## ギャラリー

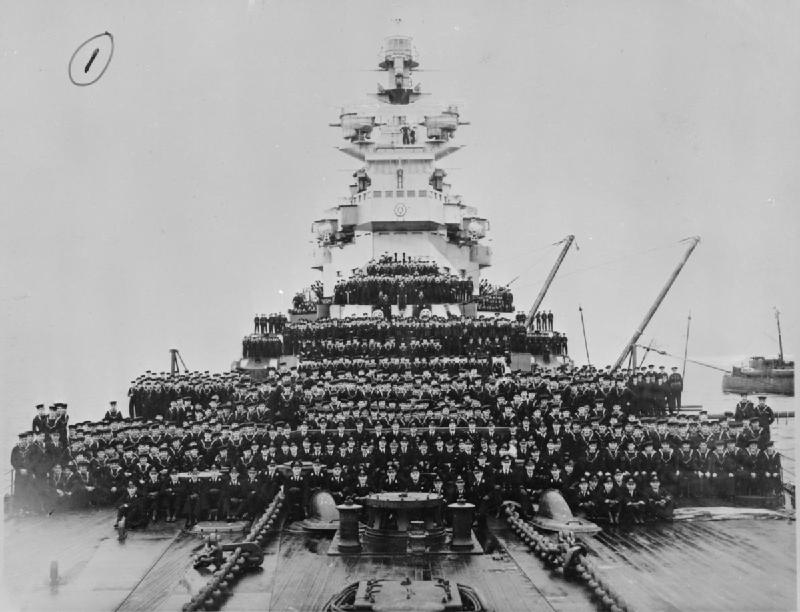
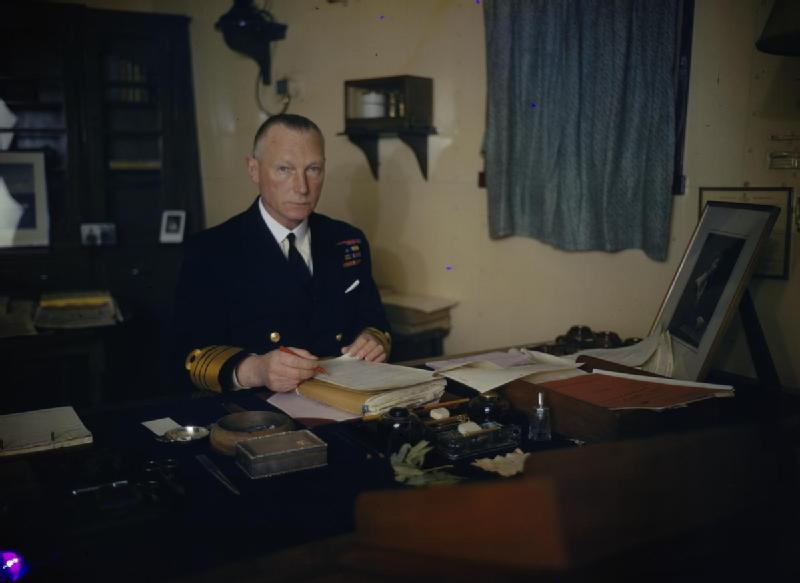
キング・ジョージ5世座乗のジョン・トーヴィー提督（1942年）
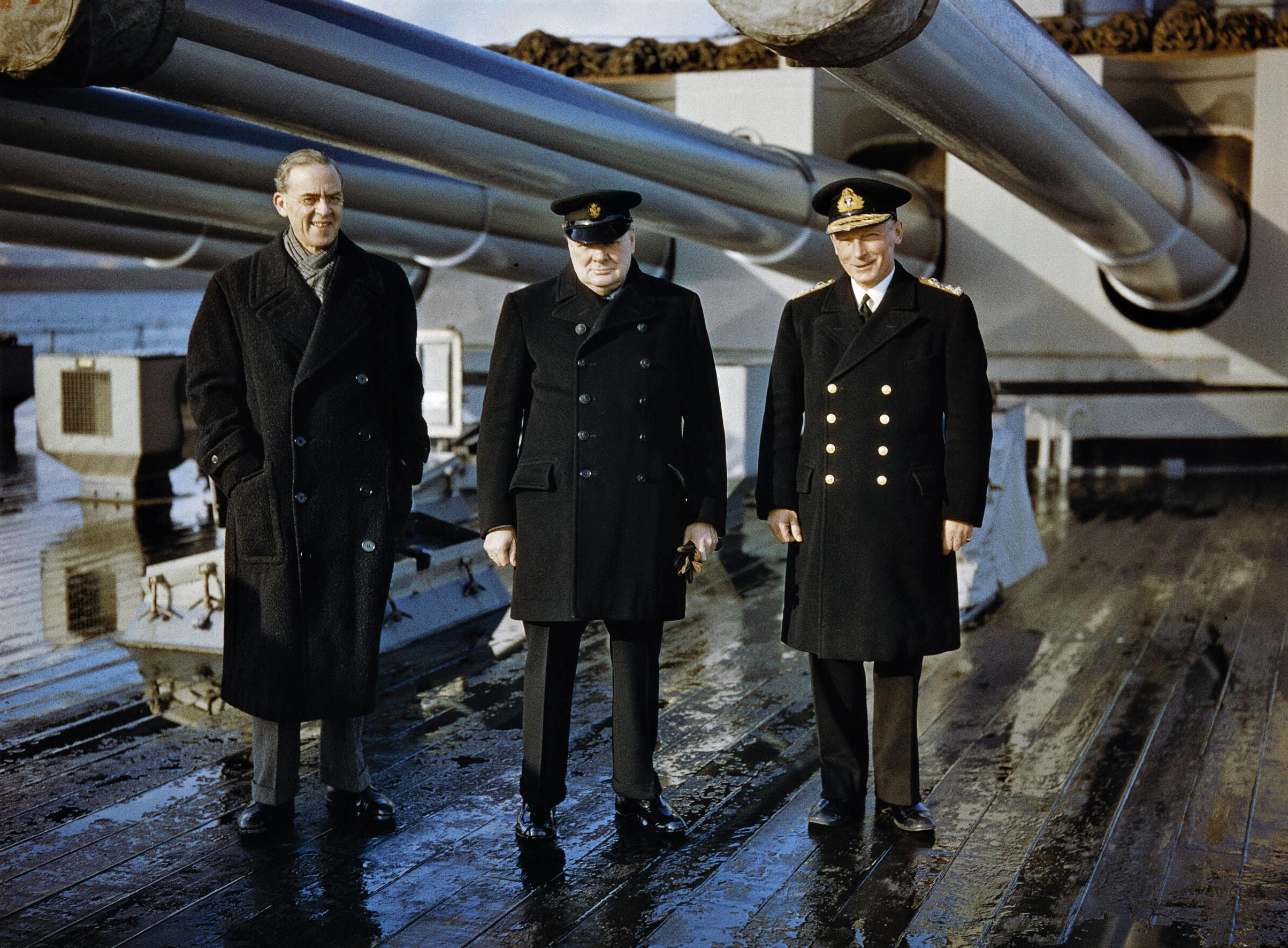
向かって右から、トーヴィー提督、チャーチル首相、クリップス王璽尚書（1942年）
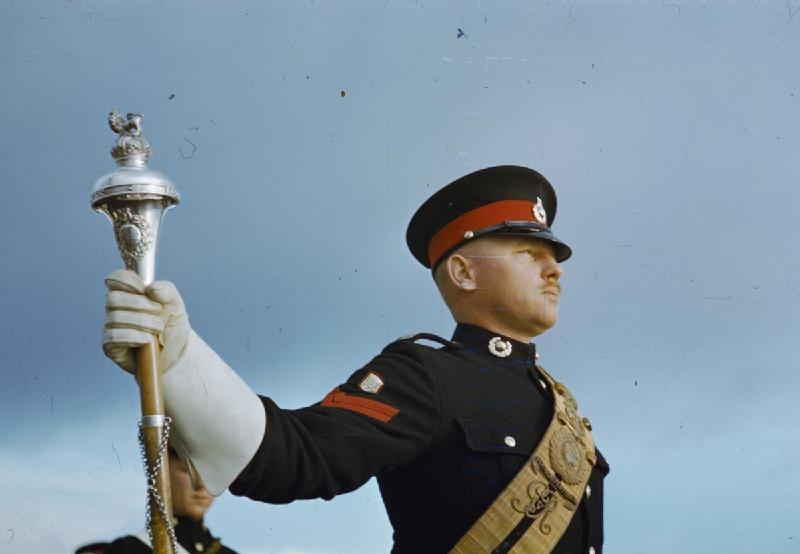
艦上の軍楽隊長（1942年）
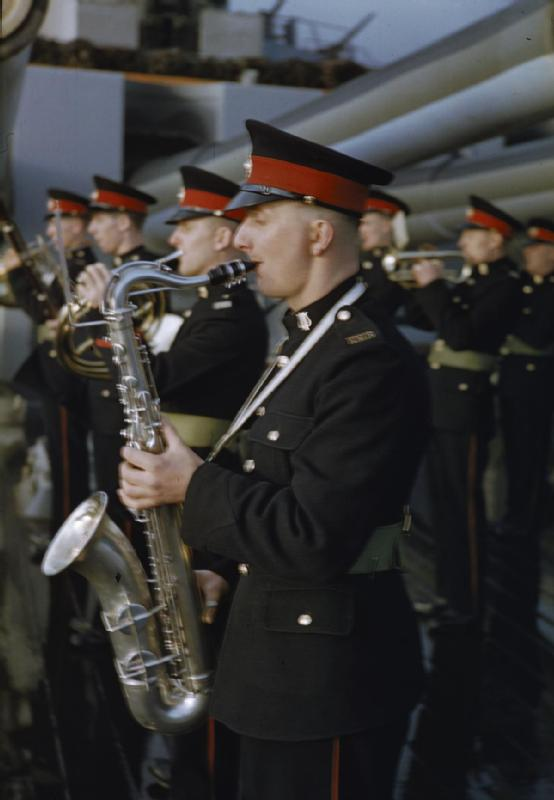
艦上の軍楽隊（1942年）